# Johanneskirche (Vaduz)
47°08′55″N 9°30′34″Ø / 47.14862°N 9.50952°Ø
Johanneskirche (Johanneskirke) er en en kirke i Vaduz, som blev opført i 1956 som en lille trækirke. I 1990 fik kirken en tilbygning i form af et mindre rum til fællesaktiviteter. I kirken er der plads til godt 85 personer. 
Kirken råder over et orgel fra det tidlige 18. århundrede, hvilket blev erhvervet ved kirkens åbning i ´56. Sidenhen er det blevet restaureret og bruges endnu i dag.
Kirken fik først navnet Johanneskirche i 1996.